# All That We Do
Albums de Jungle Brothers
V.I.P.
(2000) This Is...
(2005)
All That We Do est le sixième album studio des Jungle Brothers, sorti le 29 octobre 2002.

## Liste des titres
| No  | Titre                 | Contient un (des) sample(s) de      | Durée |
| --- | --------------------- | ----------------------------------- | ----- |
| 1.  | Booty Trap            |                                     | 3:28  |
| 2.  | Candy                 |                                     | 4:06  |
| 3.  | Let Me                |                                     | 3:50  |
| 4.  | You In My Hut Now     |                                     | 3:17  |
| 5.  | The Big Daddys (Skit) |                                     | 0:54  |
| 6.  | All That We Do        |                                     | 3:02  |
| 7.  | Love & Hate           |                                     | 6:02  |
| 8.  | Something About Cha   |                                     | 3:48  |
| 9.  | Let's Get Away        |                                     | 4:19  |
| 10. | Do Your Thing         | Don't Stop the Feeling de Roy Ayers | 3:14  |
| 11. | Buggin                |                                     | 1:42  |
| 12. | What's the Five O     |                                     | 4:29  |